# Operazione Mincemeat
L'operazione Mincemeat ("carne tritata" in lingua inglese) fu un piano di inganno strategico condotto nella primavera del 1943 dai servizi segreti britannici allo scopo di far credere alle Forze Armate tedesche che sarebbero avvenuti degli sbarchi alleati in Grecia e Sardegna, e che la Sicilia sarebbe stata utilizzata solo come diversivo per distrarre le forze dell'Asse dai veri obiettivi principali. Ideatori del piano furono Ewen Montagu e Charles Cholmondeley.

## Pianificazione
Il piano britannico e statunitense consistette nel far giungere sulle rive della costa spagnola presso Huelva (scelto come punto strategico in quanto soggetto a forti influenze tedesche) un corpo esanime, che sembrasse vittima di un incidente aereo, con indosso la divisa da maggiore dei Royal Marines appartenente al commando delle Combined Operations alleato e alcuni documenti riservati (falsi), nella speranza che i servizi segreti nazisti, una volta acquisitone il possesso, ne fossero depistati. Il cadavere fu fatto giungere nella zona prestabilita inserito in un congelatore spacciato per una sonda meteorologica trainata dal sottomarino HMS  Seraph (P219). A bordo, solo il comandante Bill Jewell e due ufficiali erano al corrente della missione.
I due documenti chiave che dovevano essere ritrovati, appositamente creati, erano una lettera del vicecapo di stato maggiore imperiale Archibald Nye indirizzata al comandante del 18º Gruppo di armata Harold Alexander e una missiva inviata dall'ammiraglio Louis Mountbatten, capo del Combined Operations, all'ammiraglio Cunningham, comandante navale alleato del Mediterraneo. Il cadavere, una volta recuperato da alcuni pescatori e portato in obitorio dalla gendarmeria spagnola, fu esaminato dal servizio segreto spagnolo, il quale provvide a copiare gli incartamenti ritrovati nella cartelletta che il presunto ufficiale portava legata al braccio. Tali copie vennero poi recapitate all'agente dell'Abwehr Alolf Clauss, il quale li reputò autentici e informò i suoi diretti superiori del contenuto delle missive. L'operazione, per quanto bizzarra, ebbe il successo sperato, e i tedeschi, con l'opposizione degli alleati italiani, ridisposero le loro forze proprio come volevano i nemici, lasciando l'isola siciliana con scarse unità di difesa.
«William Martin» fu il nome inventato dagli inglesi e apposto sul tesserino del falso ufficiale, il cui corpo era in realtà quello di un giovane gallese, Glyndwr Michael, morto suicida per avvelenamento da topicida; all'autopsia la morte per avvelenamento era difficile da notare con i mezzi dell'epoca, pertanto venne confermata la presunta morte per annegamento e il corpo fu sepolto con tutti gli onori militari a Huelva, dove la tomba è tuttora visitabile. Per rendere credibile il depistaggio, sul cadavere vennero apposti numerosissimi effetti personali falsificati ad arte, quali lettere dalla falsa fidanzata Pam, dell'affezionatissimo padre (come si firma nella lettera) e addirittura una lettera di sollecito della Lloyds Bank; tutto per dare l'impressione che il morto recuperato fosse effettivamente un ufficiale con una vita personale vera e propria, anche se in realtà ideata dai due responsabili dell'operazione Ewen Montagu e Charles Cholmondeley.
I due documenti principali furono invece, dopo ripetute e numerose revisioni, scritti di proprio pugno dai firmatari, a conoscenza dell'operazione. La prima lettera inviata da "Archie" Nye all'inconsapevole amico Alexander faceva riferimento a un'offensiva contro la Grecia e indicava falsamente come finto obiettivo la Sicilia. Inoltre accennava a un altro attacco simultaneo nel Mediterraneo (senza specificare altro). Tali ragguagli sarebbero stati i primi indizi del depistaggio, una volta in mano ai tedeschi. La missiva continuava poi con faccende militari di ordinaria amministrazione. I falsi obiettivi erano chiari ma non troppo appariscenti e il tono e le informazioni erano quelle giuste, in quanto altrimenti avrebbe rischiato di destare sospetti l'invio di tali notizie in modo non cifrato. In aggiunta venivano indicati due (falsi) assalti chiamati operazione Husky (che è il vero nome dell'attacco alla Sicilia, ma che nella lettera veniva riferito alla Grecia in modo che se i tedeschi avessero intercettato messaggi contenenti tale nome, avrebbero pensato alla manovra citata nella lettera) e operazione Brimstone (inventata e riferita a un punto non precisato del Mediterraneo).
Anche i due corrispondenti non erano casuali: i due generali erano del grado appropriato per giustificare la conoscenza dei piani di battaglia e per far sì che la lettera fosse presa in considerazione, i due si conoscevano personalmente ed erano nomi noti ai tedeschi. Il secondo messaggio, inviato da Mountbatten, avrebbe poi spiegato il motivo per il quale la prima lettera fosse inviata tramite l'ufficiale Martin esplicitando che quest'ultimo si sarebbe recato in Nord Africa per aiutare l'ammiraglio Cunningham nella preparazione del successivo assalto nella "patria delle sardine" (come scritto nella missiva) con riferimento alla Sardegna. I tedeschi, una volta intercettato il corpo con le relative informazioni, sarebbero stati dunque in grado di mettere insieme i dati relativi alle operazioni Husky (Sicilia) e Brimstone (Sardegna) e di pensare quindi alla Sicilia come falso obiettivo degli alleati.

## Eventi successivi
Per depistare i tedeschi in vista dello sbarco in Normandia, gli Alleati ricorsero poi all'operazione Fortitude.

## Filmografia
- L'uomo che non è mai esistito, (The Man Who Never Was) regia di Ronald Neame (1956)
- Operation Mincemeat, regia di Russell England (2010) - film TV
- L'arma dell'inganno - Operation Mincemeat, regia di John Madden (2022)